# نیروهای مسلح امارت اسلامی افغانستان
نیروهای مسلح امارت اسلامی افغانستان (به پشتو: اسلامي امارت وسله وال ځواکونه) به عنوان نیروهای مسلح افغانستان در امارت اسلامی افغانستان تحت حاکمیت طالبان فعالیت می‌کند. این نیرو در ابتدا در سال ۱۹۹۷ پس از تصرف طالبان بر افغانستان پس از پایان جنگ داخلی افغانستان ایجاد شد. نیروهای دفاعی در سال ۲۰۰۱ پس از برافتادن طالبان از قدرت پس از حمله ایالات متحده به افغانستان منحل شد. در سال ۲۰۲۱، طالبان پس از حمله ای موفقیت‌آمیز افغانستان را بازپس گرفت و بار دیگر نیروی دفاع اسلامی افغانستان را مستقر ساخت.

## نیروی زمینی
تا اوت ۲۰۲۱، نیروی زمینی اسلامی افغانستان حداقل دو واحد نخبه تحت فرماندهی خود دارد، گردان بدری ۳۱۳ و گروه سرخ.

## نیروی هوایی
نیروی هوایی افغانستان تحت رهبری طالبان پنج فروند هواپیمای فراصوت میگ -۲۱ ام‌اف و ۱۰ جنگنده بمب‌افکن سوخو-۲۲ در اختیار داشت. در سال ۱۹۹۵، در جریان رخداد ۱۹۹۵ ایرستان، یک هواپیمای جنگنده طالبان یک هواپیمای روسی را رهگیری و وادار به فرود کرد. آن‌ها همچنین شش بالگرد میل-۸، پنج میل-۳۵، پنج ال-۳۹سی، شش آنتونوف-۱۲، ۲۵ آنتونوف-۲۶، یک دوجین آنتونوف-۲۴ و آنتونوف-۳۲، یک ایلیوشین ایل-۱۸ و یک یاکوولف در اختیار داشتند. خدمات هوایی غیرنظامی آن‌ها شامل دو بوئینگ ۷۲۷ اِی/بی، یک توپولف تو-۱۵۴، پنج آنتونوف-۲۴ و یک دی‌اچ‌سی-۶ بود.

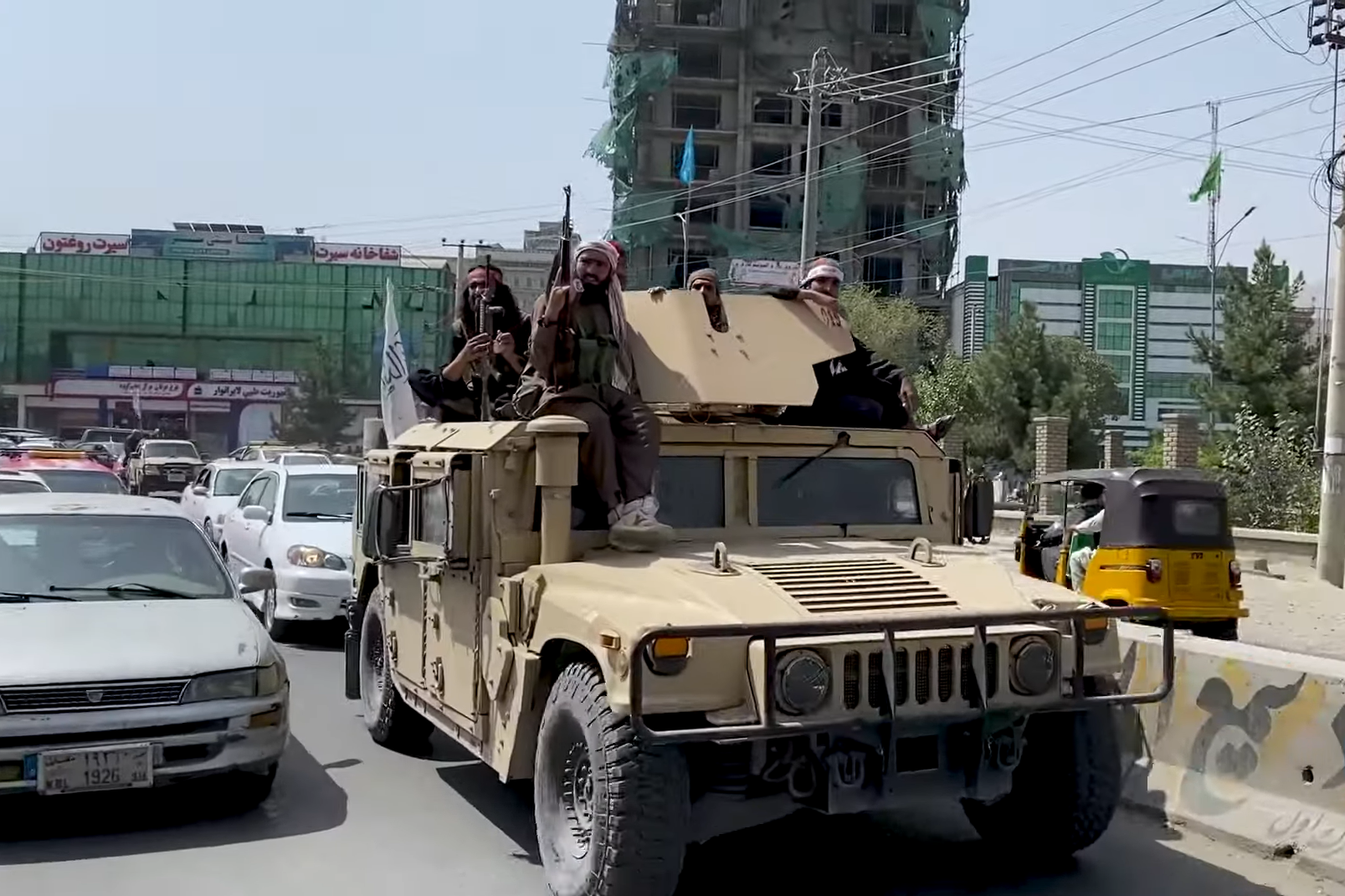
طالبان در خیابان‌های کابل به دنبال سقوط آن، در ۲۰۲۱، گشت می‌زنند

پس از استقرار مجدد امارت اسلامی افغانستان و سقوط کابل در حمله طالبان در سال ۲۰۲۱، طالبان تعدادی بالگرد یواچ-۶۰ بلک هاوک، میل -۲۴ (اکثر آن‌ها بدون موتور) و میل-۸ /میل-۱۷ را از قوای هوایی افغانستان به دست آوردند.